# Regenesis: Feeding the World Without Devouring the Planet
Regenesis: Feeding the World Without Devouring the Planet is een boek uit 2022 waarin de Britse zoöloog en columnist George Monbiot de impact van de landbouw analyseert en onderzoekt hoe de wereldbevolking op een meer duurzame manier kan worden gevoed. De huidige landbouwpraktijken, zowel intensieve als extensieve, leiden tot planetaire destructie. Oplossingen om hoge opbrengst te combineren met lage impact ziet Monbiot voor de tuinbouw in geavanceerde agro-ecologie, voor graangewassen in meerjarige alternatieven en voor de veeteelt in haar vervanging door bacteriële eiwitproductie.

## Inhoud
In het eerste hoofdstuk neemt Monbiot met zijn spade een kilo grond uit zijn boomgaard en beschrijft hij het bodemleven dat hij in deze brok aarde aantreft: insecten, regenwormen, schaaldieren, springstaarten, mijten, spinnen, weekdieren, nematoden, duizend- en miljoenpoten, maar ook plantenwortels en mycelium, die in symbiose leven met bepaalde bodemmicroben en die andere soorten met antibiotica onderdrukken. Hij legt uit dat deze enorme biologische rijkdom geconcentreerder is in structuren als de rhizosfeer en de drilosfeer, en dat de wetenschap nog maar begonnen is de complexiteit van de bodemsystemen te doorgronden. Ook al geven bodems blijk van grote zelforganisatie en veerkracht, toch is gebleken dat landbouwers ze door bewerking en door toevoeging van bestrijdings- en meststoffen kunnen beschadigen en zelfs doen uiteenvallen tot amorf poeder, een dood substraat.
De risico's van het moderne voedselsysteem zijn het onderwerp van het tweede hoofdstuk. Het wordt beschreven als een complex systeem dat verbonden is met andere complexe systemen, waaronder het financiële. De opkomst van een Globale Standaardvoeding maakt de wereld afhankelijk van een beperkt aantal voedingsmiddelen: hoewel veel mensen toegang hebben gekregen tot een ruimer scala aan voedsel, is de diversiteit tussen landen en streken afgenomen. Tegelijk heeft de Globale Standaardboerderij ervoor gezorgd dat de meeste landbouwers dezelfde technieken, machines, zaden en chemicaliën gebruiken. Ze worden geleverd door slechts enkele multinationals. Dit komt misschien de efficiëntie ten goede, maar de interactie tussen deze twee evoluties resulteert in een verlies aan redundantie, modulariteit, backups en stroomonderbrekers, waardoor het globale voedselsysteem zeer kwetsbaar is. Daarenboven is niet bekend waar de kantelpunten liggen die tot ineenstorting kunnen leiden. Toenemende volatiliteit is een teken dat het systeem onder druk staat. Zo heeft de gestage daling van de wereldwijde ondervoeding zich na 2008 niet meer doorgezet. Eerder dan de groeiende wereldbevolking, is de veel sterkere groei van de veestapel hier schuldig aan, alsook het decadente verbranden van voedsel als biobrandstof. Ook de klimaatverstoring en de bodemvernietiging (door erosie, compactie, pesticiden) zijn op allerlei manieren een bedreiging voor de voedselveiligheid.  
In het derde hoofdstuk wordt ingegaan op landgebruik, wat Monbiot ziet als het belangrijkste van alle milieuvraagstukken. Hij spreekt van een agrarische wildgroei die nauwelijks nog plaats laat voor wilde natuur. Zelfs in beschermde gebieden komen megastallen waarvan de mestafvoer het rivierleven doodt, zoals in de Wye in Wales. Het veevoer dat nodig is om de stijgende vleesconsumptie mogelijk te maken, vreet jaar na jaar nieuwe natuurgebieden op, vooral in de tropen en potentieel ook in het Hoge Noorden. Biologische landbouw is op een aantal punten minder vijandig voor de levende wereld, maar heeft door de lagere opbrengst een nog slechter ruimtebeslag. Het weiden van koeien, schapen en ander vee is de grootste vernietiger van habitats voor wilde dieren. Ook de klimaatkosten van landbouw zijn hoog. Lokaal kopen is geen oplossing, want slechts een fractie van de uitgestoten broeikasgassen is te wijten aan het transport. Naast de directe impact, zijn er ook opportuniteitskosten doordat de grond niet beschikbaar is voor koolstofopname door wilde natuur. Het holistisch grazen gepromoot door Allan Savory maakt claims die wetenschappelijk niet te verantwoorden zijn. Landbouw is de grootste oorzaak van habitatvernietiging en verlies aan biodiversiteit. Het dilemma tussen intensivering (om elders meer plaats te houden voor natuur) en extensivering (om natuur een plaats te geven binnen het landbouwbedrijf) is niet de juiste insteek. Zowel vormen van sparing als sharing zijn nodig.  
Het productieve tuinbouwbedrijf van Iain Tolhurst in Hardwick Estate in Oxfordshire staat centraal in het vierde hoofdstuk. Bloembedden tussen de groentevelden zorgen voor een rijk insectenleven, zodat steeds natuurlijke vijanden voorhanden zijn om schadelijke dieren te bestrijden. Ook complexe rotatieschema's maken dat plaaginsecten en invasief onkruid zich niet kunnen vestigen. Er worden geen voedingsstoffen opgevoerd, alleen houtsnippers uit de omgeving. Ze zouden met hun koolstof het bodemleven stimuleren. Groenbemesters zorgen ervoor dat de bodem nooit onbedekt is en worden zelfs onder de gewassen gekweekt. In tegenstelling tot de meeste biologische landbouwbedrijven is dat van Tolhurst regeneratief. De cyclussen zijn gesloten en er wordt geen stikstof gelekt. Er zijn geen 'spookhectaren' waarvan de kweek afhangt. De kennis- en arbeidsintensieve werkwijze geeft een hoge opbrengst. Voor het verder ontwikkelen van agro-ecologie is vooruitgang nodig in de bodemkunde.
In het vijfde hoofdstuk bezoekt Monbiot een magazijn van FareShare, een organisatie die voedsel inzamelt en herverdeelt via voedselbanken. Hij merkt op hoe moeilijk het is voedselverspilling te verminderen en hij onderzoekt het dilemma dat het internaliseren van de externaliteiten – als dit al mogelijk zou zijn – goede voeding onbetaalbaar zou maken. De beweging rond voedselsoevereiniteit draagt een aantal oplossingen in zich, maar romantiseert te veel het idee van lokale productie. Er is gewoon niet genoeg ruimte nabij bevolkingscentra. Een extreme vorm van dergelijke ongecijferdheid is het geloof dat stadslandbouw meer dan een fractie zou kunnen leveren van de lokale vraag.
Hoofdstuk zes gaat over het telen van graangewassen en pleit voor de overgang van eenjarigen naar perennials (meerjarige gewassen). Tarwe, rijst, maïs en andere granen leveren meer dan de helft van de globale menselijke voeding, en indirect nog een bijkomend deel als veevoer. In Soulton Hall doet Tim Ashton aan ploegloze landbouw (no-till). Door zijn velden niet te keren, verkrijgt hij betere waterinfiltratie, bodemverluchting en wortelontwikkeling. Hierdoor heeft hij geen pesticiden meer nodig, en kon hij het gebruik van bemesting en vooral brandstof terugschroeven. Door gewasresiduen op het veld te laten, voorkomt hij dat de grond bloot komt te liggen en erodeert. Zijn opbrengst is iets hoger dan conventionele landbouw, en zijn kosten zijn lager. Voor onkruidbestrijding is hij echter sterk afhankelijk van het herbicide glyfosaat. In de toekomst zullen goedkopere veldrobots dit misschien overbodig maken, of zelfs een overschakeling op biologische landbouw mogelijk maken. Over het algemeen ligt de individuele opbrengst van boeren zonder ploegen iets lager, maar de totale oogst kan niettemin hoger zijn omdat er minder tijd nodig is tussen opeenvolgende gewassen. 
Ian Wilkinson experimenteert in FarmED in de Cotswolds met agro-ecologische methoden en gemeenschapsvorming rond voedselsoevereiniteit. Hij cultiveert tientallen oude graanvariëteiten. Door complexe rotatieschema's, met de eerste jaren voorbehouden aan een mengeling van grassen en bloemen, verhoogt hij de vruchtbaarheid van de grond, waardoor hij zonder mestvoeding en pesticiden kan werken. Dankzij hoge prijzen is de boerderij rendabel, maar de opbrengst ligt tot zes keer lager, waardoor het landbeslag bij veralgemening onacceptabel zou toenemen.
Monbiots volgende test is het bestellen van vijf zakken meel bij The Land Institute. Deze Amerikaanse organisatie uit Kansas is al decennia bezig met het ontwikkelen van perennials. Het voordeel boven eenjarigen is dat deze vaste planten met hun diepe wortels meer voedingsstoffen vinden, erosie tegengaan, koolstof in de grond brengen en het bodemleven rijker maken. Ook is er geen nood meer aan onkruidbestrijding. De bestelde kernza en de PR23-rijst van de Chinese professor Fengyi Hu vallen in de smaak.
Het zevende hoofdstuk onderzoekt of de vee-industrie kan worden afgeschaft en vervangen door bacteriële eiwitproductie. Monbiot ontmoet in Finland Pasi Vainikka van Solar Foods. Dit bedrijf kweekt de waterstofoxiderende bodembacterie Cupriavidus necator via precisiefermentatie en droogt de dode micro-organismen tot een proteïnepoeder. Monbiot, die een pannenkoek eet gemaakt van dit poeder met tarwebloem en havermelk, vindt de smaak rijker dan die van plantaardige eiwitten. Zelfs als de elektriciteit voor de electrolyse wordt geleverd door zonnepanelen, zou het landgebruik van deze technologie nog steeds tientallen keren kleiner zijn dan voor de productie van het meest efficiënte plantaardige equivalent, soja-eiwit. Bovendien laten de fermentatievaten meerdere oogsten per dag toe, en zijn de water-, stikstof- en andere cyclussen gesloten. Monbiot ziet microbiële eiwitten als een duurzaam substituut voor dierlijke, en zelfs voor milieubelastende plantaardige oliën zoals palmolie, olijfolie en kokosolie. Hij verwacht dat het goedkoper zal worden dan zuivel en vlees. Veeleer dan imitaties, zouden er nieuwsoortige voedingswaren ontstaan, zoals kaas tijdens de neolithische revolutie. Op de weerstand die een dergelijk ontwikkeling zou oproepen bij foodies gehecht aan authenticiteit, anticipeert Monbiot door erop te wijzen dat hun eigen exotische eetpatroon de afkeer van hun voorouders zou hebben opgewekt. Volgens hem is het integendeel de wrede, gevaarlijke en vervuilende vee-industrie waarvan we moeten walgen.
In het achtste en voorlaatste hoofdstuk onderzoekt Monbiot de pastorale mythe die ons in haar greep houdt. Sinds de oudheid is er een grondmetafoor die herders (en bij uitbreiding landbouwers) een goed en zuiver leven toedicht, in contrast met de verdorvenheid van de steden. In onze verstedelijkte tijd bestendigen televisie en kinderboeken dit mythische idee van het boerenbedrijf, door elk realisme te bannen. Deze culturele macht verklaart mee de overvloedige landbouwsubsidies, die zo slecht zijn geconcipieerd dat ze de destructieve impact van de sector nog vergroten. Er moet een nieuwe ethiek komen, die niet gegrond is in fabels, maar in een wetenschappelijk geïnformeerd restauratienarratief. De meeste vormen van landbouw, en zeker de veeteelt, moeten worden verlaten voor andere manieren van voedselproductie met een hoge opbrengst en een kleine impact, zodat we de wereld kunnen voeden zonder de planeet te verslinden.
Het korte afsluitende hoofdstuk stelt vast dat de geïnformeerde boodschap van milieu-activisten in dovemansoren valt en zelfs op boosheid wordt onthaald. Ondanks alle weerstand moeten de argumenten steeds worden herhaald, om de grondslag te leggen voor een techno-ethische transformatie, die misschien onverwacht zal komen en waarvoor technologische ontwikkelingen, systemische fragiliteit en publieke onrust stilaan de voorwaarden creëren.

## Recensies
Een bespreking in New Scientist noemde het boek "essentieel". Het zet onloochenbare en diep verontrustende problemen uiteen, maar draagt ook oplossingen aan die hoop inspireren. Misschien overschat de auteur de bereidheid van het publiek om voedingsgewoonten aan te passen, al kan verandering snel gaan.
Gaia Vince merkte in The Guardian op dat de auteur recht doet aan de complexiteit van zijn thema en niet de fout begaat een enkelvoudige oplossing naar voren te schuiven.
Geographical, het blad van de Royal Geographical Society, lichtte Regenesis uit als boek van de maand. Het werd getypeerd als een robuuste en goed onderzochte visie die een essentieel debat opent, wars van sentimentaliteit. Ook Earthbound merkte op dat het boek onsentimenteel veldrobots en biotechnologie verwelkomt naast traditionele technieken.
De recensent van Literary Review zag eveneens een belangrijke aanzet voor debat, zij het eerder provocerend of polariserend. Hij betwijfelde dat de door Monbiot verhoopte gedragsveranderingen de noodzakelijke uitkomst zouden zijn van de techno-ethische mogelijkheden die hij beschrijft.

## Voetnoten
1. ↑  Regenesis review: Farming is killing the planet but we can stop it, New Scientist, 18 mei 2022
2. ↑  Regenesis by George Monbiot review – hungry for real change, The Guardian, 5 juni 2022
3. ↑  Review: Regenesis, by George Monbiot, Geographical, 17 mei 2022
4. ↑  Book review: Regenesis, by George Monbiot, Earthbound, 4 juli 2022
5. ↑  Let Them Eat Fermented Protein, Literary Review, juni 2022